# Heinz Wings
Heinz Wings (* 30. Januar 1952 in Eschweiler-Dürwiß) ist ein ehemaliger deutscher Bankmanager. Er gilt in Europa als einer der Pioniere bei der Entwicklung des Online Bankings.

## Karriere
Heinz Wings absolvierte eine Ausbildung zum Bankkaufmann bei der heutigen Sparkasse Düren. Danach absolvierte er ein betriebswirtschaftliches Studium an der Westfälischen Wilhelms-Universität in Münster. Es folgten Stationen im Planungsstab der Nord/LB sowie in der erweiterten Geschäftsführung des Bankhaus Partin.
1987 wurde Heinz Wings zum Vorstandsmitglied der Sparda-Bank Hamburg bestellt, 1999 bis Januar 2015 zu deren Vorstandsvorsitzenden. Ein Schwerpunkt seiner Arbeit dort war die Entwicklung des elektronischen Zahlungsverkehrs. Als erstes Kreditinstitut Deutschlands bot die Sparda-Bank Hamburg Girokonten im Internet an. Dabei führte die Bank erstmals auch chip-gestützte externe Sicherheitssysteme für die Datenübertragung ein. 1998 war Wings Initiator der Netbank, Europas erster reiner Internet-Bank. Er war deren erster Vorstands- und langjähriger Aufsichtsratsvorsitzender (Juli 2000 bis November 2015).
1999 promovierte Wings am Informatik-Lehrstuhl der Universität Regensburg mit einer Arbeit zu innovativen Bankmanagement-Strategien.
Seit dem 1. Februar 2015 befindet sich Heinz Wings im Ruhestand.

## Engagement

### Ehrenämter
- Seit 2008 Vorsitzender des Kuratoriums der David Ben-Gurion Stiftung in Deutschland
- 2009 bis Januar 2015 Vorsitzender der Sparda-Bank Hamburg Stiftung

### Sonstige Tätigkeiten/Mandate
- Seit 1993 Mitglied des Redaktions-Fachbeirats der Zeitschrift GI Geldinstitute
- 2005 – 2017 Mitglied des Beirats der Deutschen Bundesbank, Hauptverwaltung Hamburg, Schleswig-Holstein und Mecklenburg-Vorpommern
- 2006 bis Januar 2015 Mitglied des Aufsichtsrats der Union Asset-Management Holding AG
- 2007 bis Januar 2015 Stellvertretender Verbandsratsvorsitzender des Verbands der Sparda-Banken
- 2011 – Ende 2019 Sachverständiger des Börsenrats der Börse Hamburg
- 2012 bis Januar 2015 Mitglied des Beirats der EBZ Business School Nord

## Auszeichnungen/Nominierungen
- 1999 Die Londoner Research-Agentur Lafferty nominierte Wings als „Bester Online-Banking-Manager“ Europas
- 2015 Goldene Ehrennadel des Deutschen Genossenschaftsverbandes (DGRV)
- 2015 Goldene Verdienstnadel des Schleswig-Holsteinischen Fußballverbandes (SHFV)
- 2015 Ehrenspange des Hamburger Fußball-Verbandes (HFV)
- 2015 Rudolf-Hellebrandt-Preis der Fördergemeinschaft Kinderkrebs-Zentrum Hamburg e. V.[7]